# Plasa Pașcani, județul Baia
Plasa Pașcani (între 1918 și 1950) a fost o unitate administrativă sub-divizionară de ordin doi în cadrul județului Baia (interbelic). Reședință de plasă era localitatea omonimă, Pașcani, care avusese o veche tradiție în istoria Moldovei.

## Descriere
Plasa Pașcani a funcționat doar între anii 1918 și 1950. Prin Legea nr. 5 din 6 septembrie 1950 au fost desființate județele și plășile din țară, pentru a fi înlocuite cu regiuni și raioane, unități administrative organizate după model sovietic.